# Miles Mobility
Miles Mobility (Kurzform Miles; Eigenschreibweise: MILES, deutsch: ,Meilen‘) ist ein konzernunabhängiger Mobilitätsanbieter mit Hauptsitz in Berlin. Das Unternehmen bietet stationsunabhängiges Carsharing, Langzeitmieten und Auto-Abo an.

## Geschichte
Miles (ehemals driveby) wurde 2016 von Alexander Eitner und Florian Haus gegründet und nahm 2017 mit den ersten Fahrzeugen in Berlin den Betrieb auf. Im Herbst 2019 traten Oliver Mackprang und Eyvindur Kristjansson der Geschäftsführung bei. Im Herbst 2022 übernahm Miles das Carsharing-Angebot von Volkswagen WeShare und integrierte es in seinen Service.
Im Oktober 2023 kam es aufgrund des Verdachts der Unterschlagung von Parkgebühren in Höhe von bis zu 30 Millionen Euro zu Durchsuchungen von Wohn- und Geschäftsräumen in Berlin, NRW und in Wien (Österreich). Gegen die Geschäftsführer des Unternehmens wird wegen bandenmäßigen Betrugs, Unterschlagung und Urkundenfälschung ermittelt. Dabei wurden Daten von Miles beschlagnahmt.
Im Juli 2024 berichteten der Tagesspiegel und t-online übereinstimmend, dass die beschlagnahmten Daten weiterhin ausgewertet werden. Oberstaatsanwalt Sebastian Büchner erklärte auf die Frage nach dem Ermittlungsstand: „Der Verdacht, dass Eingriffe in das automatisierte Handyparksystem stattgefunden haben, die zu einer Unterzahlung von Parkgebühren geführt haben, hat sich nach den bisherigen Ermittlungen erhärtet.“

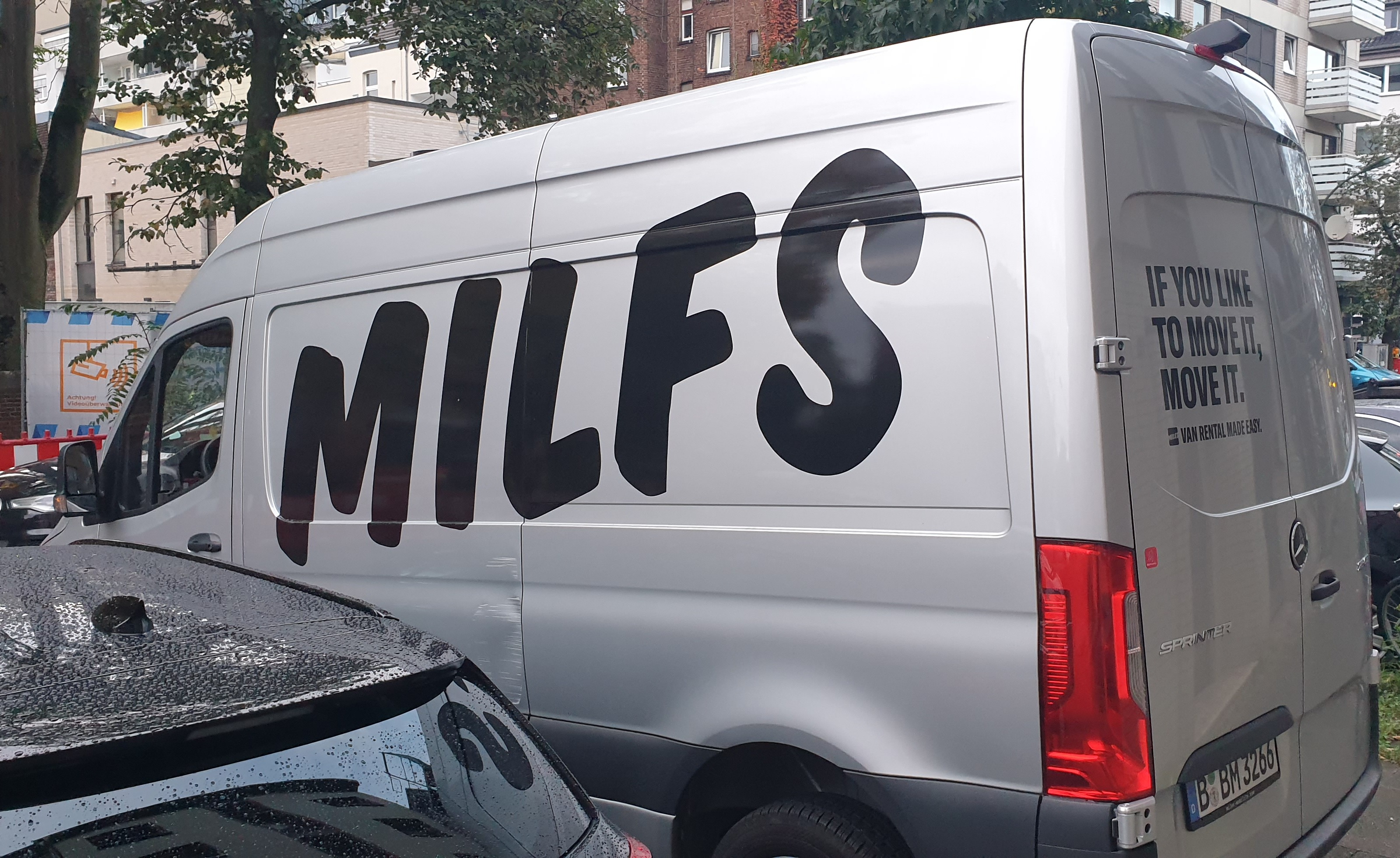
In „MILFS“ abgewandelter Schriftzug auf einem Miles-Transporter in Düsseldorf

Anfang 2024 erlangte Miles besondere Aufmerksamkeit durch flächendeckenden Vandalismus an seinen Fahrzeugen. Der untere Strich des Buchstabens „E“ wurde von den Fahrzeugen, insbesondere Transportern, von dem Folienschriftzug abgezogen oder überdeckt, sodass das Wort „MILFS“ entstand.
Laut dem Bundesverband Carsharing gehört Miles im Jahr 2024 zu den führenden Carsharing-Anbietern in Deutschland.

## Angebot

### Carsharing

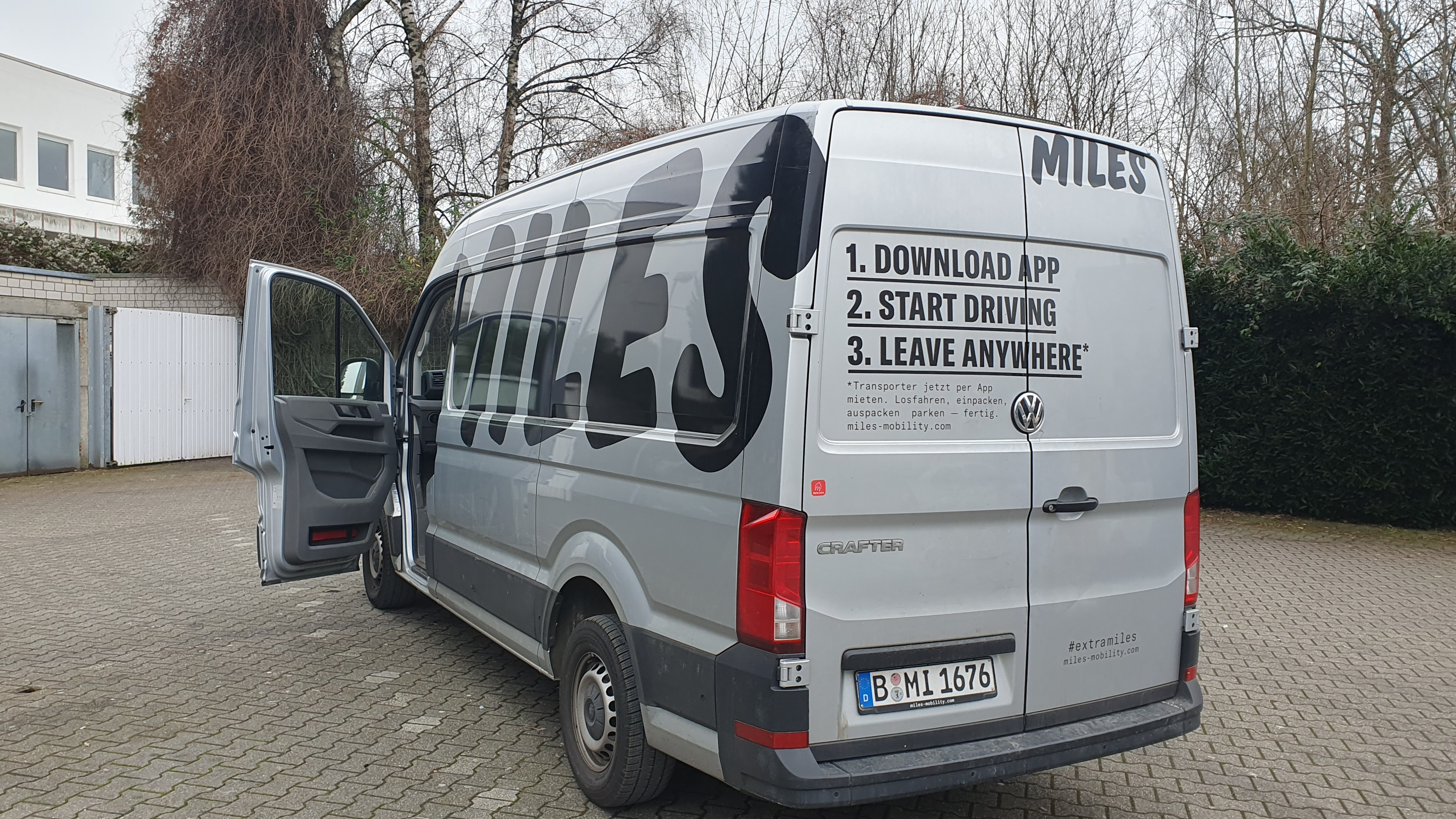
Miles Transporter in Bochum

Die Miete eines Fahrzeugs erfolgt digital über die Miles-App. Dafür werden eine E-Mail-Adresse, ein Ausweisdokument, ein EU-Führerschein und ein Zahlungsmittel (z. B. Bankkonto, Kreditkarte, PayPal, Apple Pay, Google Pay, o. ä.) benötigt. Ein Miles-Fahrzeug kann flexibel innerhalb des Geschäftsgebiets angemietet und abgestellt werden. Das Geschäftsgebiet umfasst dabei Teile des jeweiligen Stadtgebiets. Neben der Abrechnung nach gefahrenen Kilometern gibt es auch Stunden- und Tagestarife, die bis zu 30 Tagen gelten. Es ist möglich, mit dem Fahrzeug ins Ausland zu fahren oder in einer anderen Stadt mit Miles-Vertretung abzustellen.
Miles Fahrzeuge können nicht nur über die Miles App, sondern auch über Plattformen wie Free Now, Sixt, Jelbi, hvv switch, redy und Bolt gebucht werden.

### Flotte
2025 umfasst die Flotte von Miles über 21.000 Fahrzeuge. Das Unternehmen bietet verschiedene Fahrzeugmodelle für unterschiedliche Bedarfsfälle an, darunter auch Elektrofahrzeuge (Stand April 2025).
- Kleinwagen (Ford Fiesta,[24] Cupra Born, Opel Corsa Elegance, VW Polo,[25] VW ID.3)[22][23]
- Mittelklassewagen (Audi A4 Avant, Audi A6 Avant,[26] Audi e-tron (SUV),[27] Audi Q2, Seat Leon,[28] VW Taigo, VW Tiguan,[29] Ford Puma)[22][23]
- Transporter (Mercedes Sprinter, VW Crafter, VW T6, Opel Vivaro)[22]
- Premiumfahrzeuge (Tesla Model 3 und Tesla Model Y, Audi e-tron GT,[30] Audi RS e-tron GT)[22][23]

### Orte
Ende 2024 war Miles in zwölf deutschen und drei belgischen Städten aktiv.
- Deutschland: Berlin, Potsdam, Hamburg, München, Augsburg, Köln, Düsseldorf, Duisburg, Wuppertal, Stuttgart, Solingen, Frankfurt am Main
- Belgien: Gent, Brüssel, Antwerpen

Im Jahr 2022 begann Miles Mobility in Gent mit Geschäftsaktivitäten in Belgien. Am 11. März 2025 gab das Unternehmen bekannt, dass es sich wieder aus Belgien zurückziehen werde. Als Grund hierfür wurde ein anhaltender starker Vandalismus insbesondere in Brüssel genannt. Zuletzt hatte Miles 1400 Fahrzeuge und 180.000 registrierte Nutzer in Belgien.

### Auto-Abo
Seit 2022 bietet Miles deutschlandweit Auto-Abos an. Fahrzeuge können über eine spezielle Website für einen flexiblen Zeitraum von zwei bis 24 Monaten gemietet werden.

### Diverses
Seit seiner Gründung unterstützt Miles kontinuierlich wohltätige Organisationen und Projekte durch die Initiative Miles Charity mit Geld- und Sachspenden. Im Winter 2022 arbeitete das Unternehmen mit der Aktion „One Warm Winter“ zusammen, um seine Fahrzeuge mit Notfallboxen („Wärme-Kits“) auszustatten, die an Obdachlose verteilt wurden.
Miles erhebt Strafgebühren bei unsachgemäßer Verwendung, beispielsweise wenn im Kilometertarif ein Fahrzeug lediglich zum Aufenthalt genutzt wird und nicht bewegt wird, fallen 50 Euro an.
Im November 2024 ist eine Galileo-Reportage bei erschienen, die einen Blick hinter die Kulissen des Unternehmens gewährt.